# Actinoporus elegans
Espèce
L’Anémone élégante (Actinoporus elegans) est une espèce d'anémone de mer de la famille des Aurelianidae. Cette espèce offre une grande variabilité de couleurs, allant du bleu au blanc à presque transparent.
La colonne est lisse et texturée vers le haut et le bas, mesurant au plus 15 centimètres de hauteur et environ 5 centimètres de diamètre. La base, de même diamètre que la colonne, est profondément enfouie dans le substrat. Le disque est plat et de même diamètre que la colonne. Bien que la surface du disque soit cachée par des tentacules sur la périphérie, il y a une petite zone dégégée au centre, où la distance entre tentacules est plus grande. Tant la base que la colonne sont blanches sur la plupart de leur longueur avec des zones incolores. Près du disque, la paroi peut être d'un brun translucide. Cette transparence est due à la minceur de la paroi.
Les tentacules sont courts et ressemblent à des verrues, apparaissant presque inexistants, donnant à la surface du disque une apparence « finement perlée ». Ils sont disposés radialement en sections irrégulières, plus nombreux sur les bords du disque qu'au centre. Les tentacules portent des nématocystes sur la moitié externe de l'ectoderme (la membrane externe). Les tentacules, opaques, peuvent être blancs ou rouges, avec des taches de diverses couleurs comme le jaune, le marron et le rose sur les extrémités, mais le blanc est plus fréquent à la périphérie. Les tentacules sont incapables de se rétracter individuellement mais le disque dans son ensemble peut se rétracter presque totalement.
A. elegans habite les régions tropicales de l'océan Atlantique, depuis la mer des Caraïbes jusqu'au Brésil. Alors qu'elles n'étaient connues que dans l'Atlantique ouest, des populations ont été découvertes dans l'Atlantique est, à Sao Tomé-et-Principe en 2004 et en 2006, où ont eu lieu les premiers enregistrements de cette espèce dans la région.

## Synonyme
- Aureliana elegans Andres, 1883[1]